# Romanus Pontifex

Wappen Papst Nikolaus’ V.

Die päpstliche Bulle Romanus Pontifex wurde am 8. Januar 1455 von Papst Nikolaus V. erlassen.

## Inhalt
Die Bulle preist die Verdienste Heinrichs des Seefahrers im Kampf gegen die Sarazenen und bei der Ausbreitung des Christentums. In Ergänzung zur Bulle Dum diversas wurde dem portugiesischen König Alfons V., seinen Nachfolgern und dem Infanten Heinrich, der zugleich Administrator des Christusordens war, das Recht zugesprochen, die Sarazenen, Heiden und andere Feinde des Christentums zu überfallen, sie auf ewig zu Sklaven zu machen und ihren Besitz zu nehmen. Hierbei erhielten die Portugiesen das alleinige Recht auf die bisher erworbenen Gebiete und neue Eroberungen hinter Kap Bojador. Im Gegenzug sollten in den neuen Kolonien Kirchen und Klöster gebaut werden und Priester die Sakramente spenden dürfen.

## Vorgeschichte
Als im 15. Jahrhundert die Expansionspläne Portugals an der militärischen Stärke der benachbarten Länder scheiterten, entstand die Idee, einen Seeweg nach Indien zu suchen, um vom Handel mit Asien profitieren zu können und das aufstrebende Osmanische Reich durch ein Bündnis mit dem mythischen christlichen Reich des Priesterkönigs Johannes strategisch in die Zange zu nehmen.
Expeditionen zur Erforschung der afrikanischen Westküste erwiesen sich als aufwendig und kostspielig. Die Kosten deckte man durch den Handel mit afrikanischen Ländern, wobei in manchen Ländern nur durch das Versklaven von Einheimischen Geld zu verdienen war. Beim Seehandel mit Afrika und später auch Asien war allerdings mit der Konkurrenz durch andere Länder zu rechnen.
Nachdem Heinrich mit dem Papst verhandelt und der Kirche neben Missionsversprechungen auch Sitze in portugiesischen Regierungsgremien angeboten hatte, wurde die Bulle erlassen, durch welche die Pläne der Portugiesen politisch gedeckt wurden. Die Nachwirkungen der Eroberung Konstantinopels durch die Osmanen 1453 können zudem als ein verbindendes Motiv beider Seiten gesehen werden, gegen die Expansion dieses islamischen Imperiums vorzugehen.

## Auswirkungen

### Kolonialismus und Handel
König Alfonso V. ließ am 5. Oktober 1455 in der Kathedrale von Lissabon den Vertretern aller ausländischen Handelsgruppen (Franzosen, Engländer, Kastilier, Flamen) die Bulle verlesen.
Durch die Bulle hatte man ein Handelsmonopol für den Seehandel in Asien und eine rechtliche Grundlage, um fremde Schiffe gegebenenfalls zu entern. Beim Handel in Asien hatte man zunächst kaum Konkurrenz. Im Jahr 1600 gelang es allerdings den Holländern, eine portugiesische Karacke in der Straße von Malakka aufzubringen und vollständig nach Amsterdam zu überführen. Die Versteigerung brachte einen Gewinn von 13 Tonnen Gold. Nun erkannten die Holländer, welche Werte es in Asien zu holen gab. Im Auftrag der 1602 gegründeten Niederländischen Ostindien-Kompanie erstellte der Völkerrechtler Hugo Grotius 1604/05 das Rechtsgutachten De jure praedae („Über das Prisenrecht“). Ein Kapitel daraus wurde 1609 unter dem Titel Mare liberum („Das freie Meer“) veröffentlicht. Die katholische Kirche indizierte Mare liberum umgehend, da es den Vertrag von Tordesillas untergrub. Dies hinderte die calvinistischen Niederländer aber nicht daran, Portugiesisch-Asien anzugreifen.

### Mission
Nachdem Vasco da Gama 1498 den Seeweg nach Indien entdeckt hatte, konzentrierten sich die Portugiesen vier Jahrzehnte auf den Handel. Kleriker waren in Portugiesisch-Indien nur für die Seelsorge unter den Portugiesen zuständig. Als Gesandte des Papstes in Goa verhaftet und zurückgeschickt wurden, drohte man dem portugiesischen König Johann III., den Osten für alle katholischen Europäer zu öffnen. Um das Jahr 1540 begann schließlich die christliche Mission in Indien durch die Jesuiten in Goa. Unterstützt wurde die Ausbreitung des Christentums durch die koloniale Verwaltung, die Christen Vergünstigungen anbot. Von Goa aus breitete sich die Mission in Asien aus.